# 2005 BW49
2005 BW49, também escrito como 2005 BW49, é um objeto transnetuniano que está localizado no Cinturão de Kuiper, uma região do Sistema Solar. Este corpo celeste é classificado como um cubewano. Ele possui uma magnitude absoluta de 6,6 e tem um diâmetro estimado com 211 km.

## Descoberta
2005 BW49 foi descoberto no dia 16 de janeiro de 2005 pelo astrônomo B. Gladman.

## Órbita
A órbita de 2005 BW49 tem uma excentricidade de 0,084 e possui um semieixo maior de 44,367 UA. O seu periélio leva o mesmo a uma distância de 40,655 UA em relação ao Sol e seu afélio a 48,080 UA.